# Biserica reformată din Aiud
Biserica reformată din Aiud, inițial biserică romano-catolică cu hramul Sfântul Egidiu, este un monument istoric și de arhitectură situat în Cetatea Aiudului.

## Istoric
Biserica actuală a fost construită în secolul al XV-lea pe locul unei biserici romanice datând din jurul anului 1200. Din biserica inițială se păstrează turnul masiv, pe latura vestică a edificiului. În anul 1557 locuitorii Aiudului au adoptat reforma protestantă iar clădirea a fost folosită ca biserică simultană luterană și calvină de cetățenii orașului. În 17 septembrie 1600 biserica a fost incendiată de oastea lui Mihai Viteazul.
Monumentul a fost restaurat cu sprijinul principelui Gabriel Bethlen.
Din anul 1704 biserica a fost folosită exclusiv de comunitatea calvină, iar comunitatea luterană a sașilor din Aiud și-a construit o biserică proprie în interiorul cetății, pe locul unei capele mai vechi.